# David Tonzar
David Tonzar (ur. 22 maja 1972 w Czeskich Budziejowicach) – czeski teolog, wykładowca akademicki, od 2008 biskup diecezji praskiej Czechosłowackiego Kościoła Husyckiego

## Życiorys
W 1991 roku rozpoczął studia na Uniwersytecie Karola. W 2002 roku uzyskał stopień doktora teologii. W 2006 roku mianowany profesorem nadzwyczajnym Wyższej Szkoły Zdrowia i Pracy Socjalnej w Pradze. W 2009 roku uzyskał habilitację i został profesorem zwyczajnym.
8 stycznia 1997 roku przyjął święcenia kapłańskie i rozpoczął pracę jako duchowny w Pradze, Czeskich Budziejowicach i Jindřichůvym Hradcu oraz jako adiunkt na Uniwersytecie Karola. Jest założycielem i od 2003 roku pierwszym dyrektorem Instytutu Nauk Teologicznych im. Husa. 16 lutego 2008 roku wybrany został na urząd biskupa diecezji praskiej Czechosłowackiego Kościoła Husyckiego.
W latach 90. XX wieku wybrany został na wiceprzewodniczącego Rady Uczelni Wyższych i przewodniczącego Izby Studenckiej. Był także wiceprzewodniczącym Senatu Akademickiego Uniwersytetu Karola.

## Publikacje
- Teologická propedeutika: uvedení do studia teologie, církve a náboženského života. Praga: Karolinum, 1997. ISBN 80-7184-789-5. Brak numerów stron w książce
- Vznik a vývoj novodobé husitské teologie a Církev československá husitská. Praga: Karolinum, 2002. ISBN 80-246-0499-X. Brak numerów stron w książce